# Vrtna pepeljuga
Vrtna pepeljuga (loboda pitoma, lat. Atriplex hortensis; sin. Chenopodium hortense), jednogodišnja biljka iz porodice Amaranthaceae raširena danas po svm kontinentima, a domovina su joj istočnoeuropska i južnoeropska Rusija, Kazahstan, Iran i Kavkaz.
U Hrvatskoj je poznata kao vrtna pepeljuga, jestiva loboda ili francuski špinat, a jestivi su mladi listovi.

## Sinonimi
Postoje brojni heterotipni sinonimi.